# Nowy Pałac (Sanssouci)

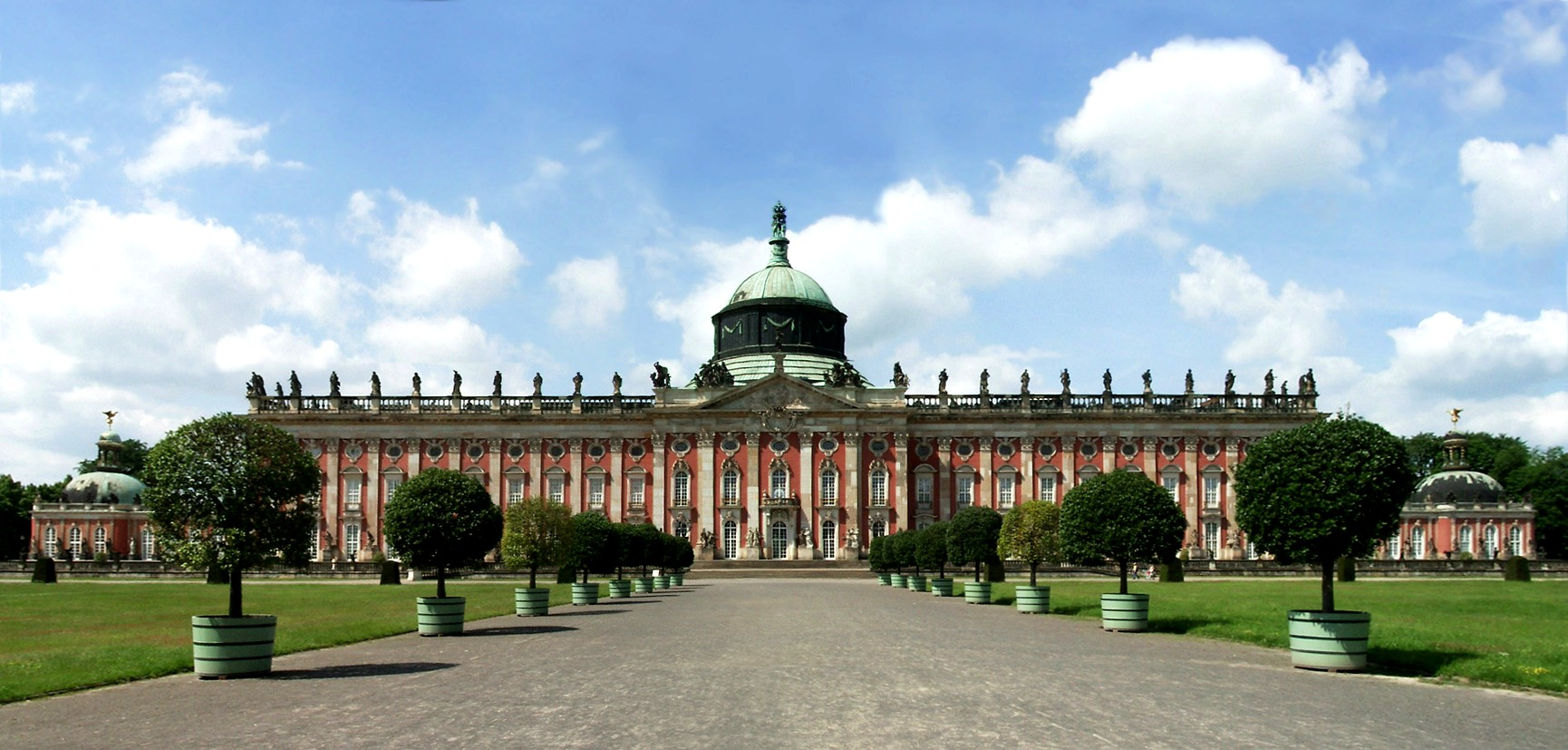
Nowy Pałac

Nowy Pałac (niem. Neues Palais) – barokowy pałac w zachodniej części parku Sanssouci w Poczdamie.
Zbudowany w latach 1763-69 na zlecenie króla Prus Fryderyka II Wielkiego. Pierwotnie służył jako dom gościnny, w latach 1871-1918 pełnił funkcję rezydencji cesarskiej. Obecnie (2008) w pałacu mieści się muzeum, a dawne budynki gospodarcze zajmuje Uniwersytet Poczdamski.

## Historia

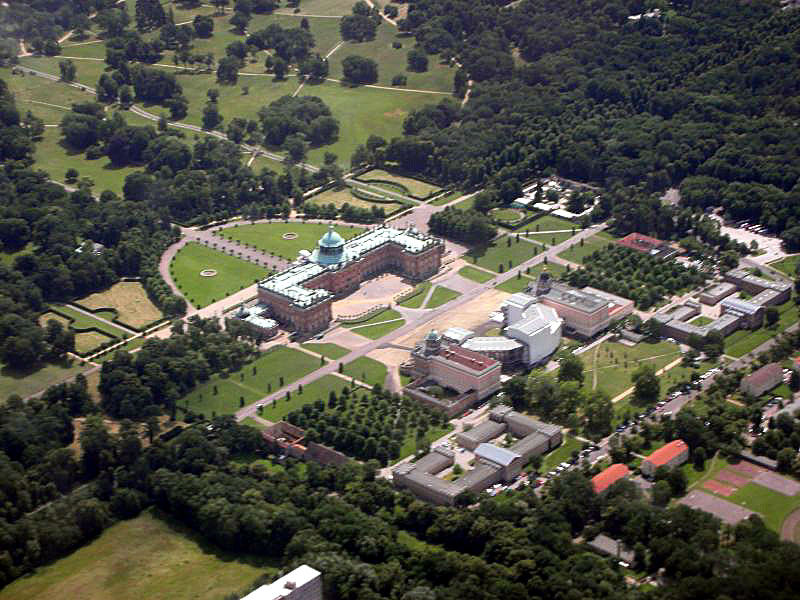
Nowy Pałac wraz z Communs, widok z lotu ptaka

Budowa pałacu rozpoczęła się w 1763, zaraz po zwycięstwie Prus w wojnie siedmioletniej. Nowa budowla miała świadczyć o potędze królestwa pruskiego. Nad projektem pałacu pracowali początkowo Johann Gottfried Büring (1723-1788) i Heinrich Ludwig Manger (1728-90). Wskutek licznych nieporozumień z królem, Büring odszedł, a nadzór nad pracami przejął w 1764 Karl von Gontard (1731-91). Von Gontard zajął się przede wszystkim projektowaniem pałacowych wnętrz. Nad projektem pomieszczeń gospodarczych i mieszkań dla służby (niem. Communs) pracował również francuski architekt Jean Laurent Le Geay (1710-1786). Pałac został ukończony po prawie siedmiu latach prac w 1769.
Barokowa rezydencja nie cieszyła się jednak sympatią Fryderyka II Wielkiego, który mawiał o niej fanfaronada. Rzadko pomieszkiwał w Nowym Pałacu, preferując Pałac Sanssouci. Rezydencja od początku miała służyć jako kwatera dla królewskich gości, którzy mieli tu do dyspozycji 200 komnat, 4 bawialnie oraz rokokowy teatr. W krótkich okresach pobytu, Fryderyk mieszkał w południowym skrzydle bocznym, w apartamencie królewskim, zwanym też apartamentem Fryderyka. Po jego śmierci w 1786 roku, pałac używany był bardzo rzadko, jedynie z okazji wielkich uroczystości.
W 1859 roku do pałacu sprowadził się z rodziną książę Fryderyk Wilhelm, późniejszy cesarz Fryderyk III. Podczas jego krótkiego 99-dniowego panowania (9 marca – 15 czerwca 1888), pałac otrzymał nazwę Friedrichskron. W tym czasie na terenie pałacu przeprowadzono szereg prac modernizacyjnych, m.in. zasypano fosę, zainstalowano ogrzewanie parowe, doprowadzono prąd elektryczny, a w poszczególnych apartamentach urządzono łazienki i toalety. W 1903 zainstalowano windę w północnej klatce schodowej. Do 1918 pałac był ulubioną rezydencją ostatniej pary cesarskiej Wilhelma II i Augusty Wiktorii.
Po rewolucji listopadowej, formalnej abdykacji Wilhelma II i po tym, jak książę Wilhelm ostatecznie zrzekł się praw do tronu w 1919, w pałacu urządzono muzeum. Wiele elementów wyposażenia przewieziono do rezydencji cesarza na wygnaniu w Haus Doorn w Holandii. Pod koniec II wojny światowej pałac został ograbiony przez żołnierzy armii sowieckiej. Obecnie cześć budynków (tzw. Communs) zajmuje Uniwersytet Poczdamski.

## Architektura
Nowy Pałac powstał w stylu barokowym, któremu król Fryderyk II pozostawał wierny wbrew nowej modzie na klasycyzm.

### Architektura zewnętrzna
Pałac posiada trzy skrzydła. Trzypiętrowa fasada główna liczy 220 m, nad jej centralną częścią wznosi się 55-metrowa kopuła. Na jej szczycie znajdują się trzy gracje podtrzymujące symboliczną koronę Prus. Kopuła jest jedynie zewnętrznym elementem dekoracji, tzn. nie wieńczy żadnej sali. Podobne, lecz mniejsze kopuły z pozłacanymi orłami zdobią dachy jednopiętrowych budynków gospodarczych.
Ściany pałacu pomalowane są we wzór imitujący mur ceglany. Jedynie południowe skrzydło pałacu – tam gdzie przybywał Fryderyk II – posiada oryginalny mur z cegły. Jako że w czasie budowy dostawy cegieł były nieregularne, a łączenie cegieł różniących się wymiarami wymagało pracochłonnej i drogiej szlifierki, powstał mur o nieregularnej powierzchni, którą następnie pokryto stiukami i pomalowano we wzór imitujący mur ceglany.
Pałac oraz budynki gospodarcze zdobi ponad 400 figur z piaskowca. Rzeźby te wyszły spod dłuta, m.in. Johanna Petera Benckerta, Johanna Matthiasa Heymüllera oraz braci Johanna Davida i Johanna Lorenza Räntzów.

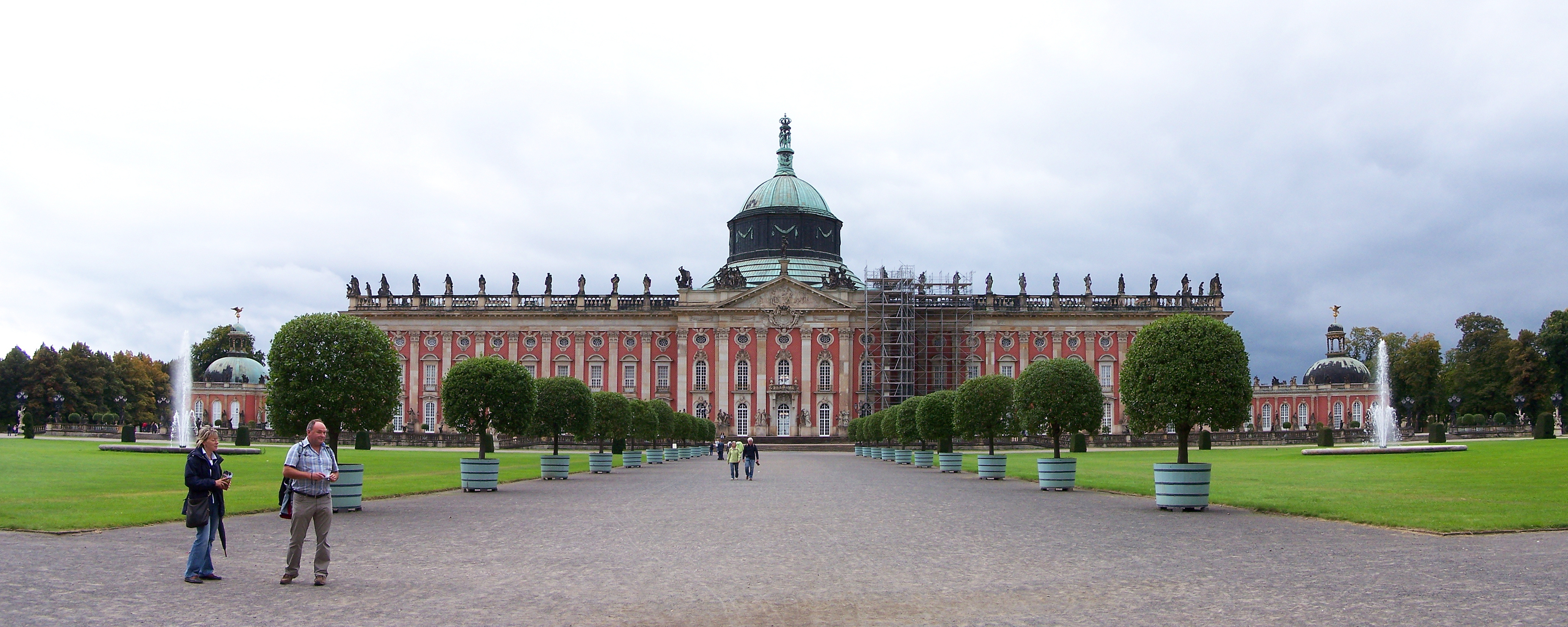
Nowy Pałac w parku Sanssouci
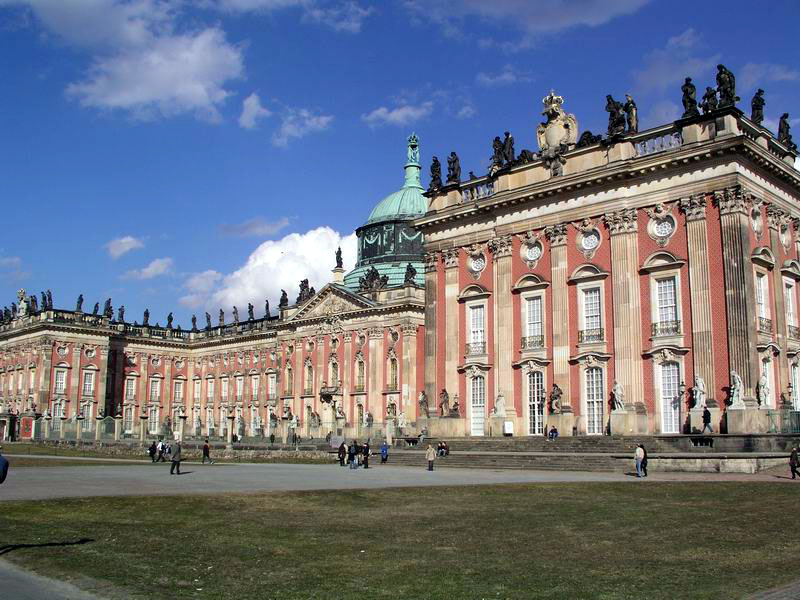
Nowy Pałac w parku Sanssouci
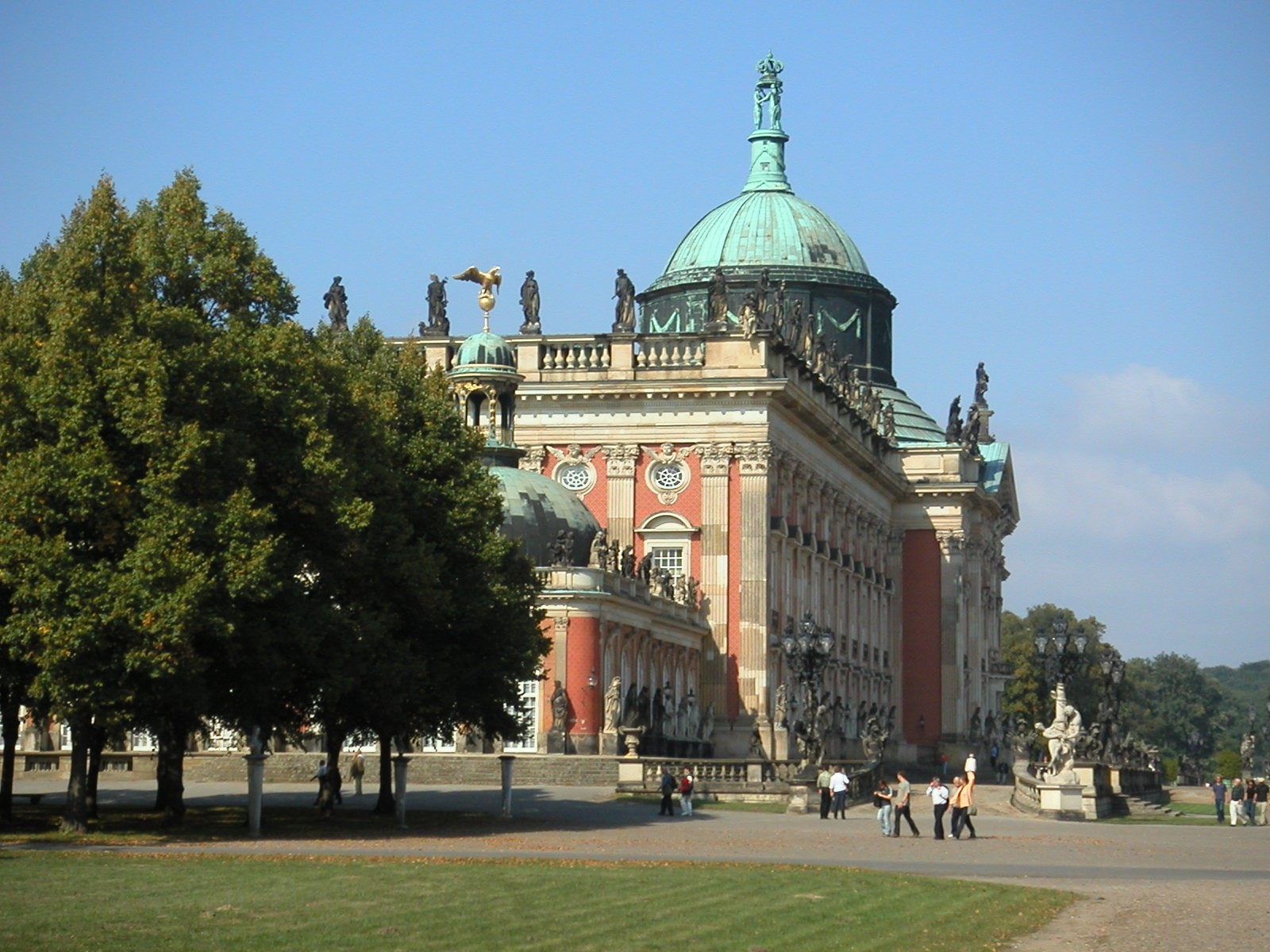
Nowy Pałac, widok od południa
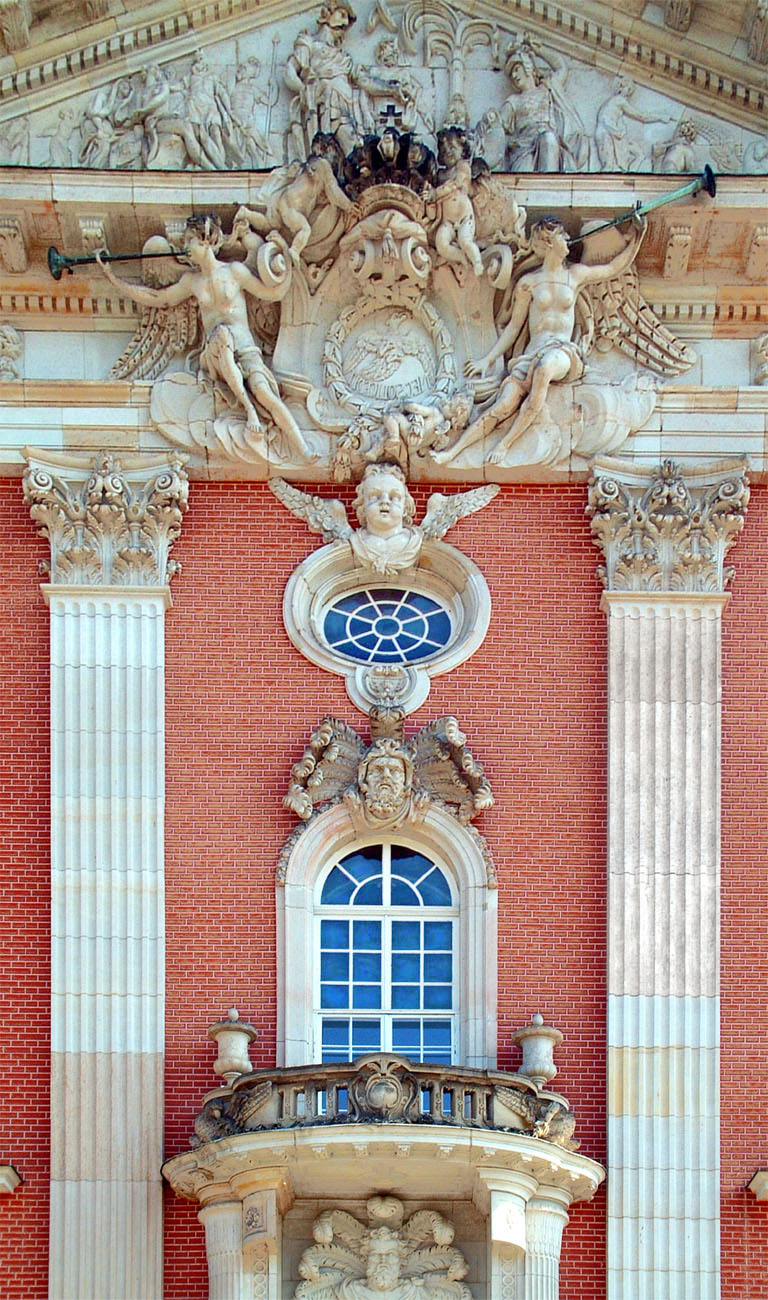
Detal

### Architektura wnętrz
Poza bogato wyposażonymi komnatami królewskimi, w pałacu znajdują się cztery sale bawialne: sala-grota, Galeria Marmurowa, Sala Marmurowa oraz Galeria Górna.
Projekt znajdującej się na parterze sali-groty przypisywany jest Karlowi von Gontardowi. Sala jest najprawdopodobniej wzorowana na sali-grocie z drezdeńskiego Zwingera, zaprojektowanej w 1712-23 przez Matthäusa Daniela Pöppelmanna. Ściany sali-groty wykładane są muszlami, szkłem, kwarcem i kamieniami półszlachetnymi, oddając charakter jaskini. Marmurową posadzkę zdobią wizerunki zwierząt i roślin morskich, sufit zaś, malowidło z 1806 r. przedstawiające postaci Wenus, Amora i Trzech Gracji (przypisywane Gottfriedowi Niedlichowi). Wokół sali rozmieszczone są liczne nisze skrywające posągi i fontanny. Z sufitu zwisają żyrandole z ciętego kryształu.
Na parterze po stronie południowej biegnie Galeria Marmurowa, która wiedzie do apartamentów królewskich. Galeria udekorowana jest w stylu rokoko fryderycjańskiego, zdobią ją białe marmury z Carrary i czerwone jaspisy. Naprzeciwko każdego z sześciu okien znajdują się lustrzane nisze. Sufit zdobią trzy malowidła Berhnarda Rodego, przedstawiające pory dnia: noc, poranek i południe oraz trzy kryształowe żyrandole. Galeria umeblowana jest obitymi skórą krzesłami z XVIII w., stolikami oraz naczyniami z materiału imitującego porfir egipski.
Bezpośrednio nad salą-grotą usytuowana jest Sala Marmurowa, największa z sal bawialnych, używana jako sala balowa i sala bankietowa. Sala wznosi się na wysokość dwóch pięter a jej ściany i posadzki wyłożone są marmurowymi płytami. Bogato złocony i rzeźbiony sufit jest na wysokości strychu pod wielką miedzianą kopułą. W jego środkowej części znajduje się malowidło Charlesa van Loo przedstawiające Hebe prowadzącą Ganimedesa na Olimp (1769). Rozmiary płótna wynoszą ok. 240 m². Ściany sali zdobią cztery monumentalne obrazy o tematyce mitologicznej, zamówione jeszcze przed wojną siedmioletnią. Przy pilastrach stoi 12 posągów przedstawiających ośmiu brandenburskich księży-elektorów oraz czterech cesarzy: Juliusza Cezara, Konstantyna, Karola Wielkiego i Rudolfa II. Z powodu błędów budowniczych popełnionych w fazie wykończeniowej, pomieszczenie często groziło zawaleniem. Fryderyk II naglił, by jak najszybciej oddać salę do użytku. Pracownicy szlifujący marmurowe posadzki, robili to w takim pośpiechu, że woda używana do szlifierki zalała drewnianą konstrukcję stropu. Spowodowało to gnicie belek i zawilgotnienie ścian.
Nad Galerią Marmurową biegnie Galeria Górna, która wystrojem nawiązuje do wczesnego klasycyzmu – nad drzwiami oraz na drzwiach znajdują się owalne medaliony, a bogato złocony sufit pokrywają girlandy białych i żółtych róż. Naprzeciwko okien galerii wisi sześć ogromnych włoskich obrazów barokowych. Z oryginalnego umeblowania pozostały jedynie sofy oraz trzy stoiki z mozaiką marmurową.
Po rewolucji listopadowej i zdetronizowaniu Wilhelma II, Republika Weimarska zezwoliła monarsze na wywiezienie mebli z pałacu do siedziby na wygnaniu w Haus Doorn w Holandii. Stąd też brak oryginalnego umeblowania w pokojach użytkowanych przez parę cesarską.

## Teatr

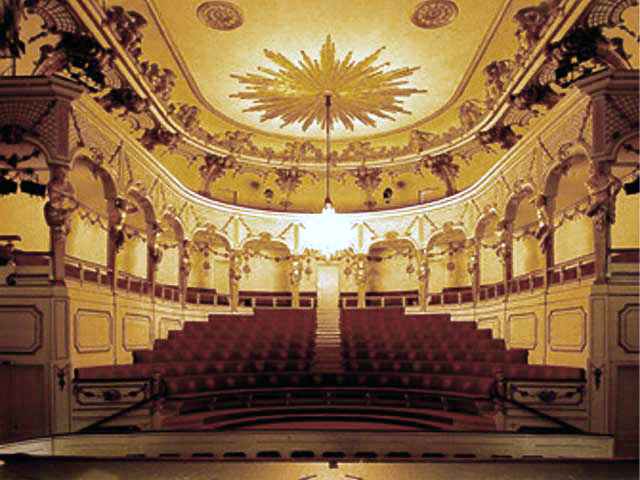
Sala teatralna w Nowym Pałacu

Teatr wkomponowano w pałac na życzenie Fryderyka II. Wnętrza teatralne zajęły dwa piętra skrzydła południowego. Salę urządzono w stylu rokoko, z przewagą kolorów czerwonego i białego oraz złoceń. Teatr nie posiada loży królewskiej – Fryderyk II oglądał przedstawienia siedząc razem ze swoimi gośćmi w trzecim rzędzie na widowni. Rzędy widowni ustawione są w półkole na wzór antyczny.

## Communs

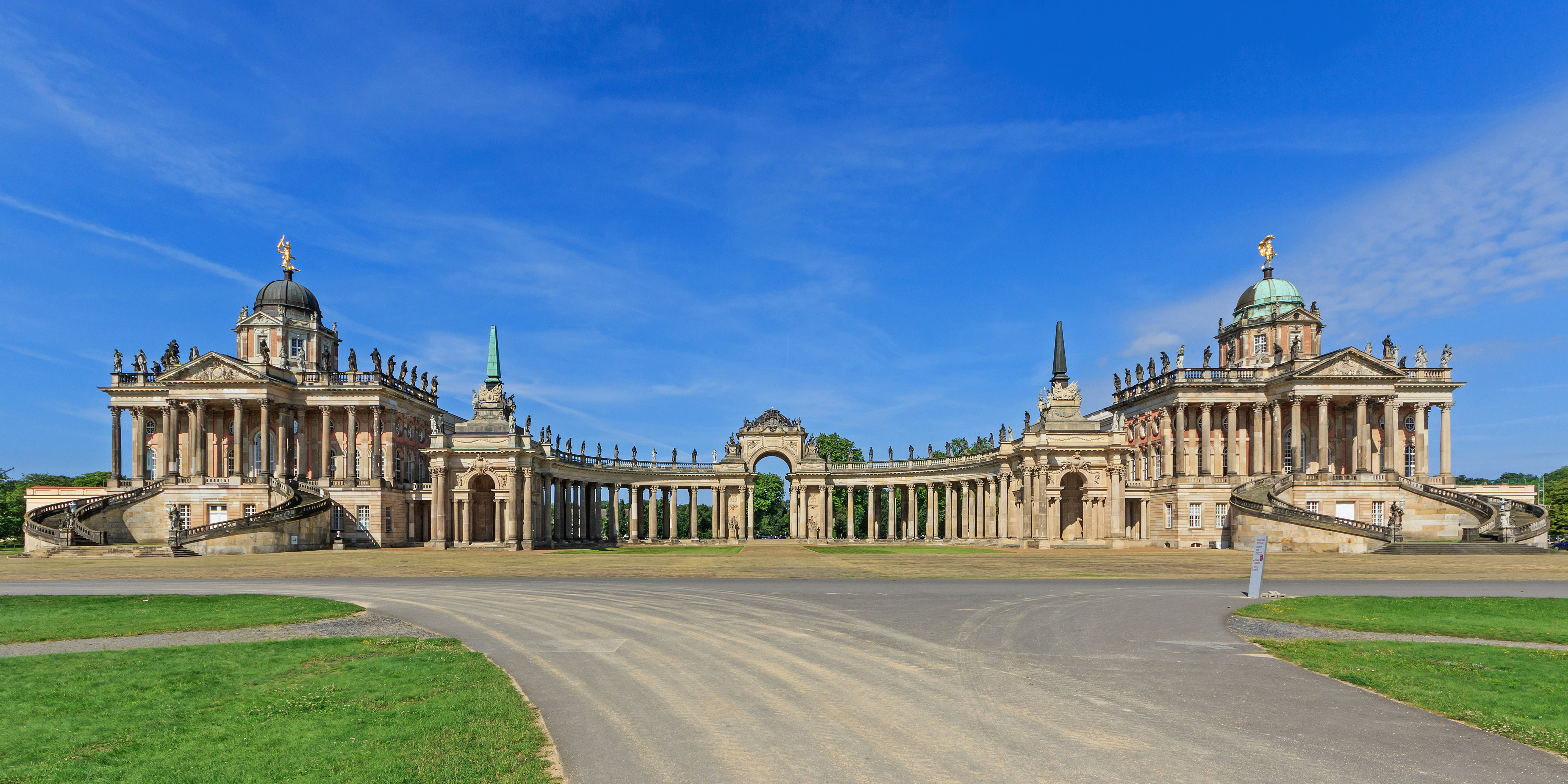
Communs

Po przeciwnej stronie cour d'honneur usytuowane są budynki gospodarcze, tzw. Communs, zaprojektowane przez Carla von Gontarda i Jeana Lauerentego Le Geaya w latach 1766-69. Utrzymane w tym samym stylu co pałac, mieściły kuchnię królewską, pomieszczenia dla ogrodników, straży i służby pałacowej. Liczne elementy ozdobne (kolumny, pilastry, kopuły, itd.) nie zdradzały gospodarczego charakteru budowli. Pomiędzy dwoma budynkami rozciąga się kolumnada, ozdobiona posągami i obeliskami. Budynki Communs zasłoniły widok na rozciągające się za pałacem bagna. W 1896 Wilhelm II wybudował przejście podziemne pomiędzy pałacem a Communs. Obecnie budynki zajmuje Uniwersytet Poczdamski.

## Park
Nowy Pałac znajduje się w zachodniej części parku Sanssouci przy głównej alei. W momencie budowy, pałac był zlokalizowany w ogrodzie barokowym. Obecnie park przypałacowy utrzymany jest w duchu parku angielskiego, zgodnie z projektem Petera Josepha Lennégo. Nieopodal znajdują się Świątynia Przyjaźni i Antikentempel.